# West Auckland Town F.C.
West Auckland Town F.C. – angielski klub piłkarski pochodzący z West Auckland (hrabstwo Durham), który występuje w Northern League. Klub został założony w 1893 (jako West Auckland) i  znany jest jako dwukrotny tryumfator rozrywek o Trofeum Liptona (Sir Thomas Lipton Trophy). Rozgrywki te odbyły się w 1909 i 1911 z inicjatywy Thomasa Liptona.

## Wyniki meczów

### 1909 rok
Finał: West Auckland 2:0 FC Winterthur

### 1911 rok
West Auckland 6:1 Juventus F.C.
Rozgrywki o Trofeum Liptona uznawane są dziś za jedne z pierwszych w historii klubowych mistrzostw świata.